# Höhere Kategorientheorie
Höhere Kategorientheorie ist in der Mathematik eine Verallgemeinerung der Kategorientheorie. Dabei werden nicht nur Objekte und Morphismen zwischen diesen betrachtet, sondern darüber hinaus Morphismen zwischen diesen Morphismen sowie beliebig weiter. Eine unendliche Fortführung führt dabei von Kategorien und Gruppoiden auf ∞-Kategorien und ∞-Gruppoide. Mit diesen lassen sich viele Strukturen vor allem in der Homotopietheorie und der Algebraischen Topologie viel besser beschreiben.

## Motivation
Kategorien bestehen aus zwei Klassen, genannt Objekte und Morphismen, wobei ein Morphismus zwei Objekte gerichtet verbindet. Bei der Entwicklung der Kategorientheorie stellte sich jedoch heraus, dass oft mehr Hierarchien notwendig sind. Wird etwa die Kategorie der kleinen Kategorien mit kleinen Kategorien als Objekten und Funktoren als Morphismen betrachtet, dann gibt es mit natürlichen Transformationen als gerichteten Verbindungen zwischen Funktoren eine weitere Klasse an Morphismen zwischen Morphismen. Dadurch ist es sinnvoll, allgemein höhere Kategorien als eine geordnete Ansammlung mehrerer Klassen an Morphismen zu definieren, welche jeweils gerichtete Verbindung in der nächstniedrigeren Klasse beschreiben. Aus der gewöhnlichen Kategorientheorie werden Objekte dann zu 0-Morphismen und Morphismen zu 1-Morphismen, wodurch diese nach ihrer höchsten Hierarchie zu einer 1-Kategorie wird. Im Falle der Kategorie der kleinen Kategorien können nun auch 2-Morphismen hinzukommen, wodurch diese zu einer 2-Kategorie wird.
Bei der Betrachtung anderer lokal kleiner Kategorien stellt sich zudem heraus, dass ihre Hom-Mengen oft selbst mehr sind als nur Mengen, was als angereicherte Kategorie bezeichnet wird. Etwa bilden die linearen Abbildungen zwischen Vektorräumen selbst wieder einen Vektorraum oder die stetigen Abbildungen zwischen topologischen Räumen mit der Kompakt-Offen-Topologie selbst wieder einen topologischen Raum. Bei letzterem Beispiel kann es für die Homotopietheorie interessant sein, nicht nur Homotopien, sondern auch Homotopien zwischen Homotopien zu betrachten und diese Kette sogar beliebig weit fortzusetzen.

## Beschreibung
Häufig wird unter der höheren Kategorientheorie das Studium der ∞-Kategorien verstanden, die unendlich viele Klassen an Morphismen besitzen. Es gibt mehrere verschiedene Modelle zu deren Beschreibung, etwa durch simpliziale Mengen, simplizial angereicherte Kategorien, topologische Kategorien oder Segal-Kategorien. Eine Schwierigkeit ist dabei oft die Übertragung von Resultaten.

## Anwendung
Höhere Kategorientheorie ist inzwischen in viele Bereiche der Mathematik und sogar der Physik vorgedrungen. Eine Verallgemeinerung der Topostheorie, wobei Topoi spezielle 1-Kategorien sind, auf den Formalismus der ∞-Kategorien zur Beschreibung von ∞-Topoi wurde von Jacob Lurie in Higher Topos Theory erarbeitet und später in Higher Algebra ebenfalls für eine Verallgemeinerung der Algebra benutzt. Von ihm stammt ebenfalls eine bekannte Arbeit über die Anwendung der höheren Kategorientheorie für Topologische Quantenfeldtheorien. Eine weitere Anwendung ist in der Homotopietheorie, wobei etwa die der CW-Komplexe bis auf Homotopieäquivalenz von der Joyal-Modellstruktur oder die der CW-Komplexe bis auf schwache Homotopieäquivalenz von der Kan-Quillen-Modellstruktur beschrieben wird. Auch viele Methoden der Differentialgeometrie, in der Konzepte wie charakteristische Klassen oft auf klassifizierende Abbildungen reduziert werden können, lassen sich dadurch mit den Methoden der Kategorientheorie erfassen. Etwa entsteht so aus der Chern-Weil-Theorie die ∞-Chern-Weil-Theorie und aus der Chern-Simons-Theorie die ∞-Chern-Simons-Theorie. Zur Übersicht der Höheren Kategorientheorie wurde nLab von John Baez, David Corfield und Urs Schreiber gegründet, das als Wiki dessen notwendige Konzepte und Anwendungen umfasst.